# Lijst van wapens van voormalige Limburgse gemeenten (Nederland)
Dit artikel bevat een lijst van wapens van voormalige Limburgse gemeenten. De lijst is alfabetisch gesorteerd.

## A

Wapen van Ambt Montfort
Wapen van Amby
Wapen van Amstenrade
Wapen van Arcen en Velden

## B

Wapen van Baexem
Wapen van Beegden
Wapen van Beek
Wapen van Belfeld
Wapen van Bemelen
Wapen van Berg en Terblijt
Wapen van Bilzen
Wapen van Bingelrade
Wapen van Bocholtz
Wapen van Borgharen
Wapen van Born
Wapen van Broekhuizen
Wapen van Broeksittard
Wapen van Buggenum
Wapen van Bunde

## C

Wapen van Cadier en Keer

## E

Wapen van Echt (1887)
Wapen van Echt (1998)
Wapen van Eijsden (1890)
Wapen van Eijsden (1983)
Wapen van Elsloo
Wapen van Eygelshoven

## G

Wapen van Geleen
Wapen van Gennep
Wapen van Geulle
Wapen van Grathem
Wapen van Grevenbicht
Wapen van Gronsveld
Wapen van Grubbenvorst
Wapen van Gulpen 1889-1982
Wapen van Gulpen 1982-1999

## H

Wapen van Haelen (1867)
Wapen van Haelen (1950)
Wapen van Haelen (1991)
Wapen van Heel
Wapen van Heel en Panheel
Wapen van Heer
Wapen van Heerlen
Wapen van Heerlen
Wapen van Helden
Wapen van Herten
Wapen van Heythuysen 1819-1992
Wapen van Heythuysen 1992-2007
Wapen van Hoensbroek
Wapen van Horn 1896-1964
Wapen van Horn 1964-1991
Wapen van Horst
Wapen van Houthem
Wapen van Hulsberg
Wapen van Hunsel

## I

Wapen van Itteren

## J

Wapen van Jabeek

## K

Wapen van Kessel
Wapen van Klimmen

## L

Wapen van Limbricht
Wapen van Linne
Wapen van Lommel

## M

Wapen van Maaseik
Wapen van Maasbracht
Wapen van Maasbracht
Wapen van Maasbree
Wapen van Maasniel
Wapen van Margraten
Wapen van Meerlo
Wapen van Meerlo-Wanssum
Wapen van Meerssen
Wapen van Meijel
Wapen van Melick en Herkenbosch
Wapen van Merkelbeek
Wapen van Mheer
Wapen van Montfort
Wapen van Munstergeleen

## N

Wapen van Neer
Wapen van Neeritter
Wapen van Nieuwenhagen
Wapen van Nieuwstadt
Wapen van Noorbeek
Wapen van Nuth 1819-1938
Wapen van Nuth 1938-1982
Wapen van Nuth 1982-2018

## O

Wapen van Obbicht en Papenhoven
Wapen van Ohé en Laak
Wapen van Oirsbeek
Wapen van Onderbanken
Wapen van Ottersum
Wapen van Oud-Valkenburg
Wapen van Oud-Vroenhoven

## P

Wapen van Posterholt (1944)
Wapen van Posterholt (1955)

## R

Wapen van Roermond (1941)
Wapen van Roggel
Wapen van Roggel en Neer
Wapen van Roosteren

## S

Wapen van Schaesberg
Wapen van Schimmert
Wapen van Schinnen 1897-1982
Wapen van Schinnen 1982-2018
Wapen van Schinveld
Wapen van Sevenum (1941)
Wapen van Sevenum (1967)
Wapen van Simpelveld
Wapen van Sint Geertruid
Wapen van Sint Pieter
Wapen van Sint Odiliënberg
Wapen van Sint-Truiden
Wapen van Sittard (1982)
Wapen van Slenaken
Wapen van Spaubeek
Wapen van Stevensweert
Wapen van Stramproy
Wapen van Susteren 1820-1984
Wapen van Susteren 1984-2003
Wapen van Swalmen

## T

Wapen van Tegelen
Wapen van Thorn
Wapen van Tongeren

## U

Wapen van Ubach over Worms
Wapen van Ulestraten
Wapen van Urmond

## V

Wapen van Valkenburg
Wapen van Voerendaal (1896)
Wapen van Vlodrop

## W

Wapen van Wanssum
Wapen van Weert
Wapen van Wessem
Wapen van Wijlre
Wapen van Wijnandsrade
Wapen van Wittem
Wapen van Wittem

## Z

Wapen van Zonhoven